# Marvin González
Marvin René González Leiva (ur. 17 kwietnia 1982 w El Refugio) – salwadorski piłkarz występujący na pozycji obrońcy. Uczestnik Złotego Pucharu CONCACAF 2003, 2009 i 2011.

## Afera korupcyjna
Marvin González został dożywotnio zawieszony przez Federację Salwadoru (FESFUT) wraz z 13 innymi reprezentantami tego kraju za udział w ustawianiu meczów. Zawodnicy mieli dopuścić się czynów korupcyjnych co najmniej przy czterech meczach międzynarodowych. Zakaz dotyczy pracy w środowisku piłkarskim w jakiejkolwiek roli.